# Phare de Capo Grecale
Le phare de Capo Grecale (en italien : Faro di Capo Grecale) est un phare situé sur la pointe nord-est l'île de Lampedusa (Îles Pélages). Il est sur le territoire de la commune de Lampedusa e Linosa en mer Méditerranée, dans la province d'Agrigente (Sicile), en Italie.

## Histoire
Le phare a été mis en service en 1855 sur l' île de Lampedusa, dans le canal de Sicile. Le phare est entièrement automatisé et alimenté par le secteur électrique. Il est géré par la Marina Militare.

## Description
Le phare  se compose d'une tour octogonale en maçonnerie de 19 m de haut, avec galerie et lanterne, surmontant une maison de gardien d'un seul étage. Le bâtiment est non peint et le dôme de la lanterne blanche est gris métallisé. Il émet, à une hauteur focale de 82 m, un bref éclat blanc toutes les 5 secondes. Sa portée est de 22 milles nautiques (environ 41 km) pour le feu blanc et 18 milles nautiques pour le feu de réserve.

Identifiant : ARLHS : ITA-025 ; EF-3038 - Amirauté : E2088 - NGA : 10444 .

## Caractéristiques dufeu maritime
Fréquence : secondes (W)
- Lumière : 0.3 seconde
- Obscurité : 4.7 secondes

|              |
| Îles Pélages |

|           |
| Lampedusa |

### Lien connexe
- Liste des phares de la Sicile